# Deniz Naki
Pour les articles homonymes, voir Naki.
Deniz Naki est un footballeur allemand d'origine kurde, né le 9 juillet 1989 à Düren au Allemagne. Il évolue comme attaquant. Après avoir évolué successivement en Allemagne et en Turquie, il a été suspendu à vie par la Fédération turque de football pour « discrimination et propagande idéologique », à la suite de ses dénonciations répétées des persécutions à l'égard de la population kurde.

## Biographie
D'origine kurde et de confession alévi, la famille de Deniz vient de Dersim (Tunceli), une province connue comme étant un bastion de gauche où les figures comme Che Guevara ou Ibrahim Kaypakkaya sont mises à l'honneur. Il a d'ailleurs tatoué "Dersim 62" sur l'avant-bras droit, en hommage à ses racines. Le 62 étant le numéro d'immatriculation de la province[réf. nécessaire]. Ce sera aussi son numéro de maillot quand il rejoindra Amedspor en 2015.

### Engagements
Formé au Bayer Leverkusen, en 2009, il rejoint le FC Sankt Pauli, un club aux valeurs politiques de solidarité et d'antifascisme qui sont plus en adéquation avec sa philosophie. En trois saisons et 71 matchs avec les Braun-Weiß, il marquera 12 buts, essentiellement en 2.Bundesliga. En 2013, Deniz Naki signe à Gençlerbirliği, un club de la capitale Ankara. Alors que la guerre en Syrie fait rage, durant la bataille de Kobanê, il affiche à plusieurs reprises son soutien aux combattants des YPG (les Unités de Protection du Peuple liées au PKK) qui résistent aux troupes de Daesh.

#### Soutien au Rojava
Ces prises de position lui valent une première agression raciste à Ankara. Il décide de quitter la capitale où il ne se sent plus en sécurité. Il se réfugie alors quelque temps en Allemagne et fait part à la presse de ses craintes: « Cette fois-ci, j’ai pu me défendre tout seul – ce n’était que des coups de poing – mais ça finira par être des coups de couteau ». Après avoir reçu des sollicitations de clubs allemands ou néerlandais, il revient finalement en Turquie en signant pour le club d'Amedspor, un club faisant l'objet de brimades de la part de la fédération turque, et considéré comme un porte-étendard de l'identité kurde. Il rejoint Amedspor en août 2015 dans un contexte de regain de tension avec le régime turc, à la suite de l'attentat de Suruç, attribué à Daesh, qui fera 33 morts.

#### Épopée en Coupe de Turquie
Quelques semaines après cet attentat, en représailles à des attaques ciblées du PKK, les forces spéciales turques vont lancer une offensive sanglante sur plusieurs villes à majorité kurde. Comme à Cizre où plusieurs dizaines de personnes ont été massacrées par les escadrons de la mort[réf. nécessaire], ou encore dans le district de Sur, coeur historique et populaire de Diyarbakir, qui a subi 91 jours de siège. 
Dans ce contexte de “sale guerre”, le parcours d’Amedspor en Coupe de Turquie est une vraie caisse de résonance de la résistance kurde. Le petit club de 3e division élimine tour à tour Elazigspor, club de 2e division, Başakşehir (vitrine sportive de l’AKP d’Erdoğan), évoluant en Süper Lig, puis Bursaspor en 1/8e. Une victoire 2 à 1, en forme d'exploit, avec un but de Deniz Naki. Une épopée qui prendra fin en 1/4 de finale face à Fenerbahçe, après que la Fédération ait suspendu Amedspor d'un match à huis clos.

#### Face aux sanctions et aux condamnations
Après la victoire face à Bursaspor, Deniz Naki soulignera sur les réseaux sociaux le poids politique de cette victoire, la dédiant sur les réseaux sociaux aux blessés et aux morts « qui ont perdu leur vies dans cette persécution qui dure depuis plus de 50 jours sur nos terres.» Ce qui lui vaudra d'être suspendu 12 matchs par la Fédération qui lui inflige en plus une amende de 19.500 Livres Turques. Il est aussi inculpé par le parquet pour « propagande terroriste », avant d'être finalement acquitté. En avril 2017, Deniz Naki est cette fois condamné à 18 mois de prison avec sursis pour « promotion de propagande terroriste » sur les réseaux sociaux.
En janvier 2018, quelques jours après s'être fait tiré dessus sur l'autoroute en Allemagne,, Deniz Naki est accusé d’avoir relayé un appel à manifester à Cologne en soutien aux YPG pour « apologie du terrorisme ». La Fédération suspendu 3 ans 1/2 et le sanctionne en plus d’une amende de 58 000 euros,. Sachant que toute suspension supérieure à trois ans équivaut en Turquie à un bannissement à vie. À la suite de cette suspension, il publie une longue déclaration où il annonce qu'il continuera «de réagir contre la persécution, l’injustice où que cela soit au monde. C’est mon droit humain et légitime.»
Quelques semaines plus tard, en grève de la faim, il participait une action devant les Nations unies à Genève pour protester contre la situation dans le Kurdistan syrien. Puis en visite sur le camp de réfugiés de Şehîd Rûstem Judi à Makhmur, qui accueille des Kurdes chassés de leurs terres par l’armée turque dans les années 1990.

### En sélection
Deniz Naki est sélectionné avec l'Allemagne depuis les moins de 19 ans et a été international allemand espoir.

## Statistiques
| Saison    | Club                    | Pays                | Championnat        | Coupes nationales | Coupes continentales |
| --------- | ----------------------- | ------------------- | ------------------ | ----------------- | -------------------- |
| 2007-2008 | TSV Bayer 04 Leverkusen | Bundesliga          | -                  | -                 | -                    |
| 2008-2009 | TSV Bayer 04 Leverkusen | Bundesliga          | -                  | -                 | -                    |
| 2008-2009 | Rot-Weiss Ahlen         | 2.Bundesliga        | 11 matchs / 4 buts | -                 | -                    |
| 2009-2010 | FC Sankt Pauli          | 2.Bundesliga        | 30 matchs / 7 buts | 2 matchs / 2 buts | -                    |
| 2010-2011 | FC Sankt Pauli          | Bundesliga          | 20 matchs / 1 but  | 1 match           | -                    |
| 2011-2012 | FC Sankt Pauli          | 2.Bundesliga        | 24 matchs / 1 but  | -                 | -                    |
| 2012-2013 | SC Paderborn 07         | 2.Bundesliga        | 23 matchs / 2 buts | -                 | -*                   |
| 2013-2014 | Gençlerbirliği          | Spor Toto Süper Lig | 0 matchs / 0 buts  | -                 | -                    |

Dernière mise à jour le 17 juillet 2013

## Palmarès
- Allemagne
  - Vainqueur du Championnat d'Europe des moins de 19 ans en 2008.